# Солнечный (стадион)
«Солнечный» (укр. Сонячний) — футбольный стадион в Харькове, построенный в 2011 году. Вмещает 4924 зрителя. На «Солнечном» национальная сборная Украины по футболу проводит подготовительные сборы и тренировки перед матчами, которые проходят на стадионе «Металлист». В мае 2022 года стадион был обстрелян российской армией, вследствие чего были разрушены трибуны и повреждено игровое поле.
Стадион принимал домашние футбольные матчи «Гелиоса», «Металлиста 1925», «Металла», «Волчанска», а также женского футбольного клуба «Жилстрой-2». 30 сентября 2020 года на «Солнечном» состоялся финал Кубка Украины по футболу среди женщин 2019/20.

## История
Стадион построен в 2011 году Южной железной дорогой в рамках подготовки к проведению чемпионата Европы 2012 года. Во время Евро «Солнечный» использовался в качестве запасной тренировочной базы для участников турнира, в частности, для сборной Нидерландов.

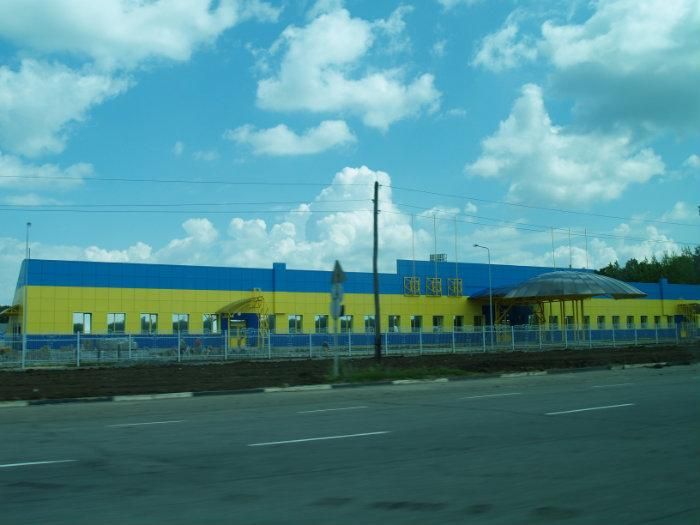
Вход на стадион

В течение пяти сезонов (с августа 2012 года по июнь 2017 года) харьковский «Гелиос» проводил на стадионе домашние матчи чемпионата и кубка Украины. В сезоне 2017/18 «Солнечный» был запасным стадионом «Гелиоса».
В июне 2013 года «Солнечный» стал одним из стадионов, где прошел Международный турнир по регби памяти А. В. Мартиросяна.
В сезоне 2016/17 черниговская «Десна» также провела на стадионе «Солнечный» три домашних матча в чемпионате и одну игру в Кубке Украины.
9 июля 2017 года на стадионе «Солнечный» футбольный клуб «Металлист 1925» провел свою дебютную игру на профессиональном уровне. В августе этого же года команда сыграла еще 3 домашних матча на «Солнечном».
Кроме того, на «Солнечном» проводил свои домашние матчи образованный в 2019 году ФК «Металл».
20 мая 2022 года стало известно, что «Солнечный» был обстрелян российской армией в ходе вторжения России на Украину. Вследствие обстрела были разрушены трибуны, снаряды также попали в поле стадиона.

## Инфраструктура
Инфраструктура арены включает натуральное поле размером 105х68 метров, систему автоматического полива поля, подтрибунные помещения, электронное табло, башни для искусственного освещения. Для проживания участников футбольных соревнований возведена гостиница. Между гостиницей и стадионом оборудован паркинг на 300 автомобилей.

## Транспорт
Проезд к стадиону:
- автобус № 296э от ст. м. «Госпром» до остановки «Проспект Курчатова» (далее — пешком минут 10-15);
- автобус № 1656 с автостанции у ст. м. «Героев Труда» до остановки «Домик Лесника»/«Экопарк» (далее — метров 100 пешком через Кольцевую дорогу);
- автобусы № 1151, 1153т, 1161т, 1179 и 1180 от АС №4 «Лесопарк» до остановки «Солнечный» (прямо возле стадиона).[23]

## Интересные факты
Заметно совпадение в названиях стадиона и клуба, проводившего на нем домашние матчи (Гелиос — бог солнца в древнегреческой мифологии. Отсюда происходит прозвище игроков ФК «Гелиос» — солнечные). Но это на самом деле совпадение, так как стадион получил название «Солнечный» от одноимённого лагеря отдыха Южной железной дороги, на территории которого он построен.